# Bruce Kovner
Bruce Stanley Kovner, né en 1945 à New York, est un investisseur américain, gestionnaire de fonds de couverture et philanthrope. 
Il est président de CAM Capital, qu'il a créée en janvier 2012 pour gérer ses activités d'investissement, de négociation et d'affaires. De 1983 à 2011, Kovner a été fondateur et président du conseil de Caxton Associates, LP, société d'opérations boursières diversifiées. En 2019, Forbes estime sa richesse à 5,3 milliards de dollars et le met à la 125e place de son classement annuel.
Kovner est président du conseil de la Juilliard School et vice-président du Lincoln Center for the Performing Arts. Il siège également aux conseils d'administration du Metropolitan Opera et de l'American Enterprise Institute.

## Biographie

### Jeunesse et éducation
Bruce Stanley Kovner est né dans le quartier de Brooklyn, à New York. Il est le fils de Isidore Kovner, ingénieur et de son épouse Sophie. Le père de Bruce était un ingénieur en mécanique. Kovner passe ses premières années dans le quartier de Borough Park à Brooklyn avec ses parents et ses trois frères et sœurs, avant que la famille ne déménage dans la banlieue de Los Angeles en 1953,.
Très jeune, il est bon élève et reçoit le prix du mérite du National Merit Scholarship Program. Il a été président de l'association des étudiants du Van Nuys High School à 16 ans, pratique le basket-ball et joue au piano.
Kovner entre à l'Université Harvard en 1962. Il est un temps marqué par le suicide par pendaison de sa mère à la maison familiale de Van Nuys en Californie en 1965. A l'Université, il est considéré comme un bon élève, apprécié de ses camarades. Il séjourne à Harvard pour étudier l'économie politique à la John F. Kennedy School of Government, notamment auprès d'Edward C. Banfield (en).
Kovner ne termine pas son doctorat, mais poursuit ses études à la John F. Kennedy School of Government de Harvard jusqu'en 1970. Au cours des années suivantes, il se lance dans plusieurs activités variées : il participe à des campagnes électorales, étudie le clavecin, exerce les métiers d'écrivain et de chauffeur de taxi. C'est au cours de cette dernière occupation, peu après son mariage avec sa première épouse Sarah Peter, qu'il découvre le commerce de produits de base.

### Carrière d'investissement
La première transaction de Kovner remonte à 1977, quand il a 31 ans, avec 3 000 dollars empruntés sur sa MasterCard, en contrats à terme sur le soja. Il assiste à une croissance de son contrat jusqu'à 40 000 dollars, puis le voit chuter à 23 000 dollars avant de vendre. Il a ensuite affirmé que ce premier commerce éprouvant pour les nerfs lui avait appris l'importance de la gestion des risques.
En tant que trader au service de Michael Marcus chez Commodities Corporation (qui fait maintenant partie de Goldman Sachs), il aurait gagné des millions et fut ainsi considéré comme un opérateur de marché sérieux. Cela le conduit à la création de Caxton Associates, en 1983, qui, à son apogée, gère plus de 14 milliards de dollars de capital. Elle est fermée aux nouveaux investisseurs depuis 1992. Kovner est directeur de Synta Pharmaceuticals de 2002 à 2016,.
En septembre 2011, Kovner annonce sa retraite de son poste de PDG de Caxton. Il est remplacé par Andrew Law,.
Kovner crée CAM Capital en janvier 2012 pour gérer ses activités d'investissement, de négociation et d'affaires.

### Richesse et philanthropie
Kovner créer la fondation Kovner en 1996 pour soutenir les organisations soutenant les arts et l'éducation, qui défendent l'entreprise privée et les droits individuels, ainsi que les études et recherches scientifiques renforçant les principes démocratiques américains,.
Soutien de longue date de la Juilliard School, il est président du conseil d'administration de cette école depuis 2001. En 2013, avec son épouse Suzie, ils offrent 60 millions de dollars au programme de bourses Kovner de Juilliard. C'est le plus important don ponctuel reçu par cette école. En 2012, Kovner fait un don de 20 millions de dollars à Juilliard pour améliorer sensiblement le programme d'études supérieures de l'école. Il fait également don d'une collection de manuscrits musicaux à Juilliard en 2006. 
Il est vice-président du Lincoln Center pour les arts de la scène et l'un des principaux bailleurs de fonds du réaménagement du Lincoln Center. Il est également directeur général du conseil d'administration du Metropolitan Opera. Kovner a fondé et présidé la School Choice Scholarships Foundation, qui octroie des bourses à des jeunes défavorisés de New York.
Il contribue largement aux causes conservatrices. En janvier 2012, il fait un don d'environ 500 000 dollars à Restore our Future, un comité financier soutenant la campagne présidentielle de Mitt Romney. Il est l'ancien président du conseil d'administration de l'American Enterprise Institute. Parmi ses proches, il y a l'ancien vice-président Dick Cheney et des personnalités néo-conservatrices, comme Richard Perle et James Q. Wilson. Auparavant, il était un partisan du conservateur Manhattan Institute et avait investi dans le quotidien The New York Sun.

### Vie privée
Kovner a trois enfants et a été marié deux fois. En 1973, à 28 ans, il épouse l'artiste Sarah Peter lors d'une cérémonie juive au Connecticut. Ils ont divorcé en 1998. En 2007, il épouse Suzie Fairchild, fille de Robert Fairchild et arrière-petite-fille de Louis Fairchild, qui fonda la société avec son frère Edmund Fairchild, devenu Fairchild Fashion Media, maintenant une division de Condé Nast Publications,.
Son manoir de la Cinquième Avenue à New York, la maison Willard D. Straight, dispose d'une salle en plomb pour se protéger d'une attaque à la bombe chimique, biologique ou radiologique.

## Héritage et récompenses
En 2008, il est intronisé au Temple de la renommée des gérants de fonds spéculatifs par les investisseurs institutionnels Alpha avec David Swensen, Louis Bacon, Steven Cohen, Kenneth Griffin, Paul Tudor Jones, George Soros, Michael Steinhardt, Jack Nash, James Simons, Alfred Jones et Leon. Levy, Julian Roberston et Seth Klarman.
Kovner est membre de l'Académie américaine des arts et des sciences et a reçu un doctorat honorifique en lettres de la Juilliard School,. En 2016, il reçoit le prix William E. Simon pour l'action philanthropique de la Philanthropy Roundtable,et le prix Alexander Hamilton du Manhattan Institute.